# Nästmyren
Nästmyren Fugelsta är en slåtteräng nära Marieby i Östersunds kommun. På ängen finns ett större bestånd av brunkulla, Jämtlands landskapsblomma. I månadsskiftet juni–juli blommar 500-1000 brunkullor. Marieby hembygdsförening anordnar slåtter på ängen i juli varje år. I Naturvårdsverkets Åtgärdsprogram för brunkulla, 2013–2017 nämns Nästmyren som en viktig lokal för brunkulla. Länsstyrelsen i Jämtlands län fastställde en bevarandeplan för Nästmyren år 2018. Nästmyrens berggrund
består av kalksten. Området ligger ligger 410 meter över havet. På ängsmarken finns, förutom brunkulla, också fältgentiana, ängsgentiana, jämtlandsmaskros, darrgräs, brudsporre, tvåblad och månlåsbräken.

## Historia
Förr fanns brunkullorna rikligt i Jämtland och blomman plockade och såldes av skolbarn. På senare år har de gamla slåttrade ängarna försvunnit och därmed har brunkullan blivit ovanlig. Även på Nästmyren har brunkullan varit hotad, i och med att granar hade planterats. När brunkullorna upptäcktes mellan träden bestämdes det att de skulle skyddas. När slåttern av ängen hade återupptagits började brunkullan trivas. Nu finns en tredjedel av Jämtlands brunkullor just i Nästmyren.